# Кливия киноварная
Кли́вия кинова́рная  (лат.  Clívia miniáta — по имени Шарлотты Клайв, герцогини Нортумберлендской; лат. miniatus — выкрашенный киноварью, покрытый красной краской от лат. minium — киноварь или сурик) — многолетнее травянистое растение рода Кливия семейства Амариллисовые. В оранжерейной и комнатной культуре используется как цветочное и лиственное декоративное горшочное растение.
В литературе встречается под русскими названиями: кливия оранжевая, матово-красная, сурикоцветная, суриковая, или кафрская, капская.

## Морфологическое описание
В окультуренном виде — бесстебельное вечнозелёное растение с эластичными, изящно-изогнутыми тёмно-зелёными лентовидными листьями и коротким корневищем с толстыми слабо волокнистыми мясистыми корнями. В возрасте 14 лет образует 22-24 листа, длиной до 48-73 см, шириной до 5,5-8 см. Листья влагалищные, плотно охватывающие друг друга, образуя ложный стебель.
Цветонос высотой от 21 до 33 см, с рёбрами по краям. На цветоносе образуется от 12 до 26 штук цветков, собранных в крупные зонтиковидные соцветия диаметром от 15 до 20 см. Цветки — ярко-оранжевые, у основания желтовато-белые, диаметром 6,5×8 см. Цветоножка от 3 до 5 см, околоцветник трубчатый, широковорончатый, сросшийся у основания, состоит из 6 лепестков, расположенных в два круга (три наружных и три внутренних) длиной 7,3-7,5 см, шириной 2,5-3,3 см. Тычинок — 6, тычиночные нити светло-жёлтые, прикрепляются у основания трубки венчика, в середине каждого лепестка. Столбик 8,6 см длиной, светло-жёлтый, тонкий, заканчивается трёхлопастным рыльцем.
В комнатных условиях цветёт с февраля-марта по апрель и вторично с сентября по ноябрь.
Цветение начинается с раскрытием первых трёх цветков соцветия. В начале раскрытия цветка тычинки и пестик лежат скручено на лопасти нижнего лепестка, затем начинают расходиться и располагаться против лепестков. На 7-8 день наблюдается массовое раскрытие цветков, и лепестки приобретают наиболее интенсивную окраску. Продолжительность цветения одного цветка — 17 дней, всего соцветия — 23 дня. Период массового цветения цветков соответствует оптимальной зрелости рыльцев. В эти сроки производится искусственное опыление цветков пыльцой, собранной с только что лопнувших пыльников соседних цветков этого же растения.
На 16-17 день опадает околоцветник вместе с тычинками и столбиком и образуется завязь диаметром 1,2×0,6 см округло-трёхгранной формы. Формирование и созревание плодов и семян длится в течение 8-10 месяцев.
Плод — крупная луколицидная ягодобразная коробочка с единичными семенами, вначале тёмно-зелёная, блестящая, затем ярко-красная. Эти плоды придают особую декоративность растению.
В естественных условиях тропического леса у кливии киноварной наблюдается вскрытие коробочек прорастающими в ней семенами, когда с образованием корешка и первого листа из разорванной коробочки проросшие семена падают на почву, укореняются и продолжают расти.
При искусственном опылении на одном 8-10-летнем растении образуется от 6 до 10 плодов. В каждом плоде завязывается от 1 до 6 штук доброкачественных семян. При наличии двух цветущих стрелок можно получить до 50 штук семян. Вес зрелого семени колеблется от 0,4 до 2,5 г. Семена желтовато-сероватого цвета, представляют собой плотный эндосперм со скрытым в нём белым зародышем.

## Размножение
Кливия киноварная размножается вегетативно и семенами. Вегетативный способ размножения заключается в отделении порослевых побегов, которые образуются у растений четырёх- и пятилетнего возраста, а также черенкованием.
Семенной способ размножения является наиболее распространённым. Зрелые семена кливии, извлечённые из плодов, предварительно проращиваются в прокипячённых влажных опилках или в составе земляной смеси (дерновая — 1 ч., торфяная — 0,5 ч., песок — 1 ч.) при температуре 20-25 ºС. На 18-20 день семена развивают корешки, и лишь через 30-40 дней на поверхности появляются ростки. После образования первого листа их рассаживают в индивидуальные горшки в земляную смесь, состоящую из перегнойной, лиственной и глинистой почвы и в последующие два года переваливают в горшки большего размера. Растения растут медленно — в первый год развивают 2-3 небольших листочка и столько же сочных толстых корней, на второй год они образуют 3 — 4 пары листьев, а в дальнейшем дают по 2 пары новых листьев.
Кливия, выращенная из семян, зацветает на 4 году жизни, а в наилучших условиях — через три года после прорастания.
Уход за растениями заключается в умеренном поливе, опрыскивании и подкормке органическими и минеральными удобрениями.

## Географическое распространение и экология
В естественных условиях распространена в тропических лесах Южной Африки (Капская область, Квазулу-Натал, ЮАР). Растёт на восточных влажных склонах, большей часть группами, на перегнойной почве с минеральной подпочвой, от прибрежья поднимаясь в горы до высоты 600—800 м над уровнем моря. В природных условиях встречается крайне редко.

## Онтогенез и сезонный ритм развития
При комнатном и оранжерейном выращивании кливии киноварной семена, извлечённые из дозревших плодов, при хранении быстро теряют всхожесть, однако в плодах, срезанных с цветочной стрелкой, они могут сохранять всхожесть свыше 2—3 месяцев. Поэтому для гарантированной всхожести семян их рекомендуется высевать сразу же после созревания. Всходы появляются через 1—1,5 месяца.
Как и многие амариллисовые, при благоприятных условиях кливия киноварная может непрерывно образовывать новые листья, но для цветения ей необходим период покоя в течение 3 месяцев (с октября по январь) в светлом прохладном помещении при температуре около 10 ºС.
Для ускорения развития сеянцев в течение первых двух лет периодов покоя не делают.

## Использование в комнатной культуре
В культуру кливия киноварная введена в 1868 году и с тех пор заслуженно пользуется большой популярностью у цветоводов благодаря своей высокой декоративности, цветению в зимне-весенней период, относительной простоте и лёгкости получения семян, неприхотливости ухода и выращивания.
В культуре выведены различные сорта кливий от светло-охряного до тёмно-красного со всей гаммой тёплых оранжевых и жёлтых тонов, а также пёстролистная форма ‘Striata’.

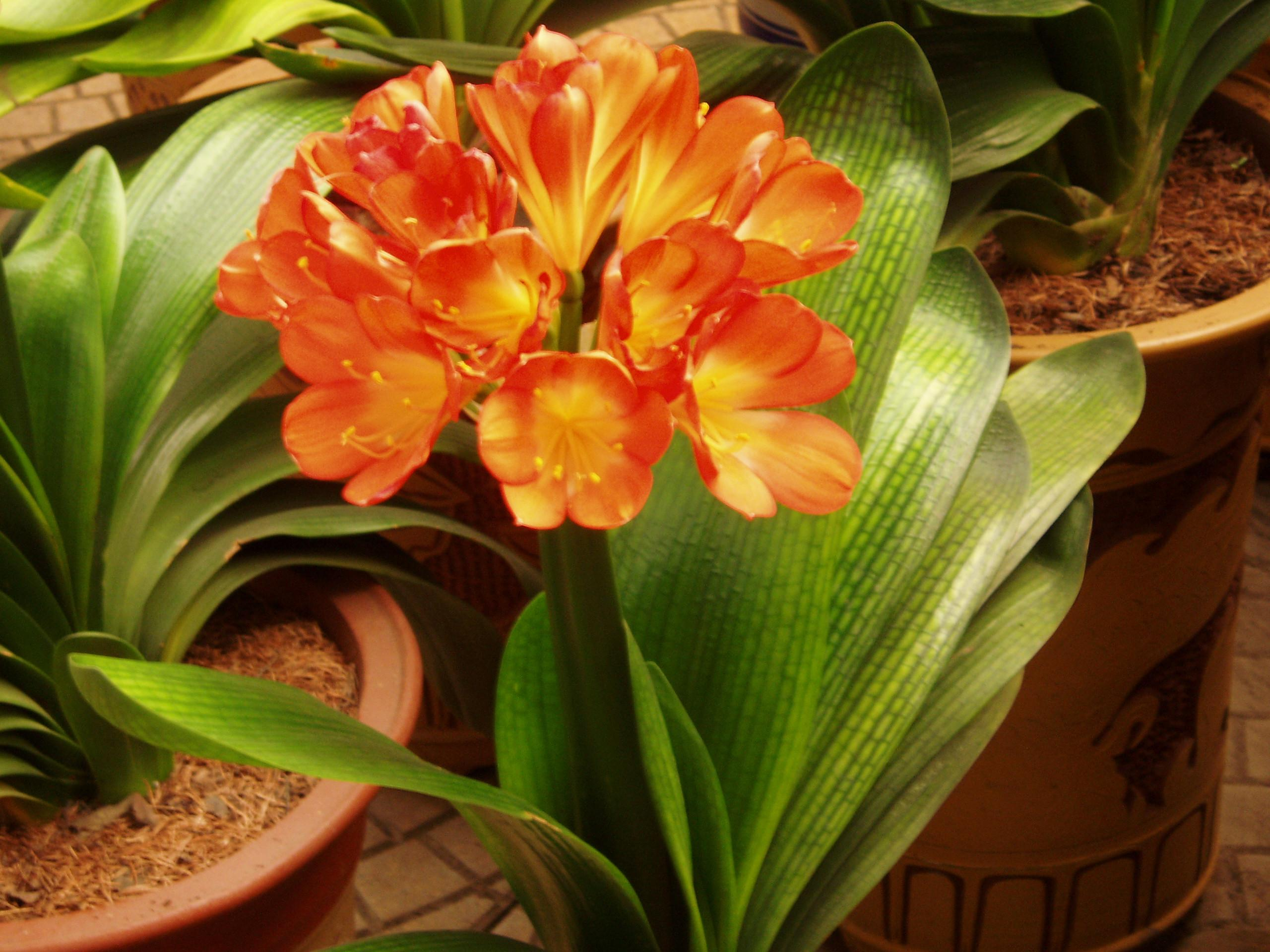
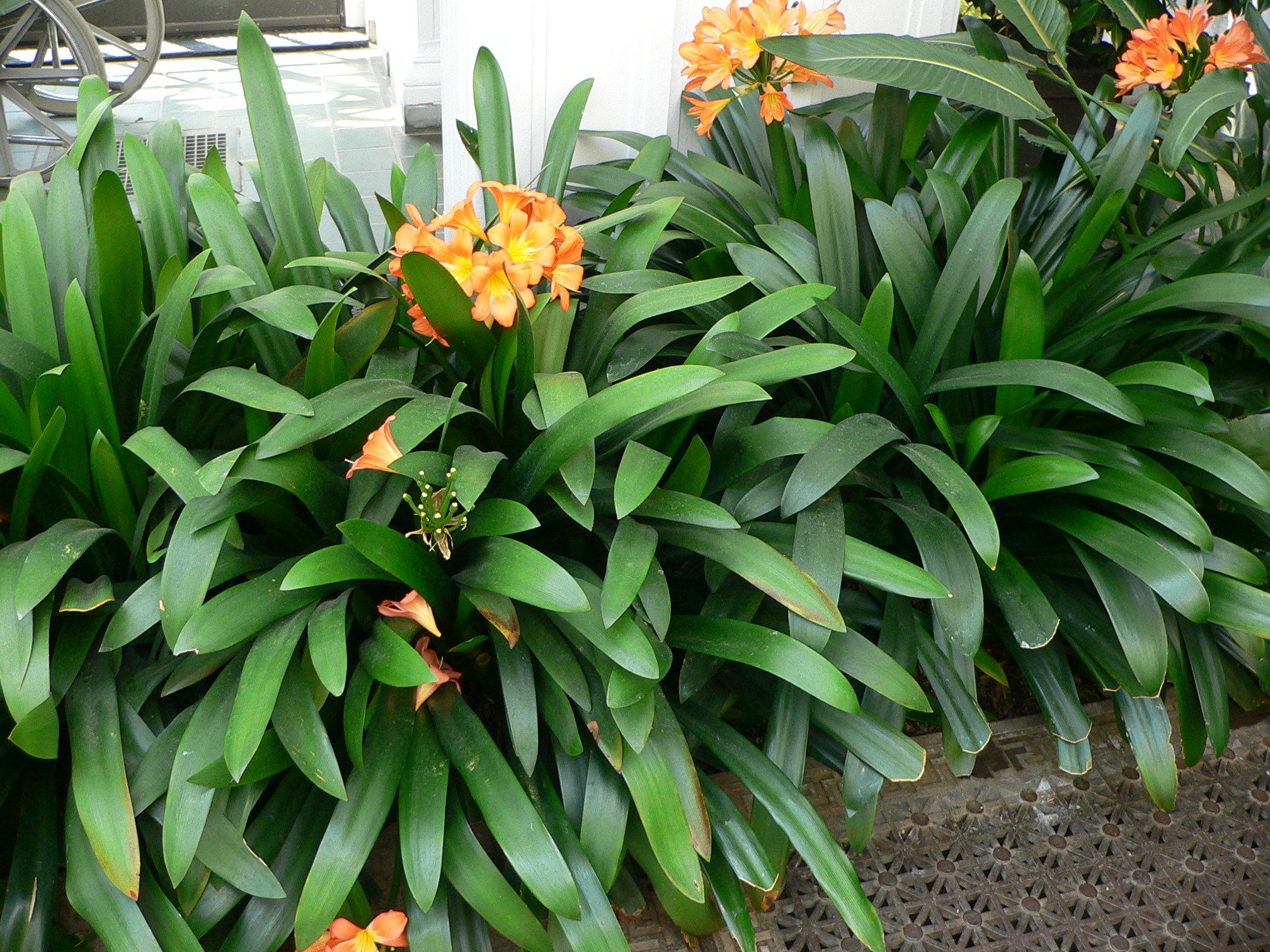
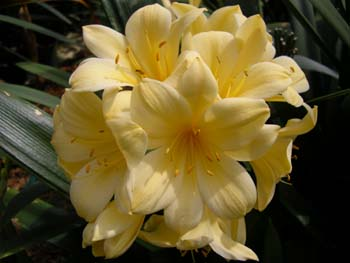

## Использование в медицине
Корневища кливии киноварной чрезвычайно токсичны из-за наличия в них ряда алкалоидов, из которых самый известный — ликорин, характерный для многих представителей семейства Амариллисовых. В кливии киноварной содержится до 0,4 % ликорина в сухом веществе. В малых дозах ликорин вызывает слюнотечение, рвоту и диарею, в больших — паралич и коллапс. Применение кливии как ядовитого растения требует осторожности, не рекомендуется длительное употребление её препаратов.
Кливия киноварная, наравне с кливией прекрасной (Clivia nobilis), широко используется в традиционной медицине. В лекарственных целях применяются все части растения — корневище, корни и листья. Корневища используются зулусами при лихорадке, а также как средствою уменьшающее боль от укусов змей. Целое растение применяют при родах для их ускорения.